# 서울대학교병원 의학박물관
서울대학교병원 의학박물관(서울大學校病院醫學博物館)은 대한민국 서울특별시 종로구 연건동에 있는 서울대학교병원 부설 의학 전문박물관이다. 대한민국에서 가장 오래된 근대병원 건물인 대한의원 본관에 위치해 있으며, 의학 관련 유물과 문서들을 보존, 연구, 전시할 목적으로 설치되었다.

## 같이 보기
- 서울대학교병원